# Jishou
Jishou (chinois : 吉首市 ; pinyin : jíshǒu shì) est une ville de la province du Hunan en Chine. C'est une ville-district placée sous la juridiction de la préfecture autonome tujia et miao de Xiangxi.

## Démographie
La population du district était de 301 460 habitants en 2010

## Transports
La ville possède une gare ferroviaire qui part en direction de la gare de Mengdonghe (zh) (猛洞河站), sur le bourg de Luoyixi (zh) au Nord-Est.
Elle est traversée par les routes nationales G36, G65, G209, G319, ainsi que par les routes provinciales S306.